# 블랙 만타
블랙 만타(영어: Black Manta)는 DC 코믹스의 슈퍼빌런 캐릭터로, 아쿠아맨의 숙적이다. 1967년 9월 《아쿠아맨》 35호에 처음 등장했고, 밥 헤이니와 닉 카디가 공동 창작하였다. 본명은 오랫동안 알려지지 않았다가 21세기 이후에서야 데이비드 하이드(David Hyde)라고 알려졌다.
영화 《아쿠아맨》(2018)에서는 야히아 압둘마틴 2세가 블랙 만타 역을 맡았다.

## 담당 배우
- 아쿠아맨(2018) - 야히아 압둘마틴 2세

## 담당 성우

### TV 애니메이션
- 슈퍼맨/아쿠아맨 모험의 시간(1967) - 테드 나이트
  - 올뉴 슈퍼 프렌즈 아워(1977) - 테드 나이트
  - 챌린지 오브 슈퍼 프렌즈(1978) - 테드 캐시디
- 저스티스 리그 언리미티드(2006) - 마이클 비치
- 배트맨 더 브레이브(2008) - 케빈 마이클 리처드슨
- 영 저스티스(2010) - 카리 페이턴

### 장편 애니메이션
- JLA 어드벤처: 시간에 갇히다(2014) - 케빈 마이클 리처드슨
- 저스티스 리그: 아틀란티스의 왕좌(2013) - 해리 레닉스
- 레고 DC 코믹스 슈퍼 히어로즈: 저스티스 리그: 리전 오브 둠의 습격(2015) - 케빈 마이클 리처드슨

### 비디오 게임
- 레고 배트맨 3: 비욘드 고담(2014) - 프레드 태터쇼어